# Commandement des États-Unis pour l'Afrique
Le Commandement des États-Unis pour l'Afrique (en anglais United States Africa Command ou AFRICOM) est un commandement unifié pour l'Afrique créé par le département de la Défense des États-Unis en 2007 et entré en fonction en 2008. Il coordonne toutes les activités militaires et sécuritaires des États-Unis sur ce continent.

## Historique

### Création
Avant 2008, les activités militaires des États-Unis en Afrique étaient partagées entre l'USEUCOM, le USCENCOM et le USPACOM.
En 1983, les planificateurs stratégiques des États-Unis ont placé la majeure partie du continent sous la responsabilité du Commandement européen parce que la majorité des pays africains étaient d'anciennes colonies européennes ayant conservé des liens politiques et culturels avec l'Europe.
Depuis le milieu des années 1990, les spécialistes régionaux du département de la Défense réclament la création d'un commandement africain. En gestation depuis plusieurs années, il fut décidé de créer un état-major spécifique pour ce continent durant l'été 2006. Sur la base de constats, un think tank israélo-américain, l’Institute for Advanced Strategic and Political Studies (IASPS), a préconisé la création de ce commandement unifié. Annoncé par l'administration Bush le 6 février 2007, il a commencé à fonctionner le 1er octobre 2008 et fut placé sous le commandement du général afro-américain William E. Ward, ancien coordinateur de la sécurité entre Israël et l’Autorité palestinienne.
L'équipe de transition pour le futur commandement a pour le moment son quartier général à Stuttgart en Allemagne, siège du Commandement européen des forces armées américaines. À l'heure actuelle, les infrastructures militaires les plus développées sont situées à Djibouti, en accompagnement de la présence française sur place.

### L'AFRICOM depuis 2008

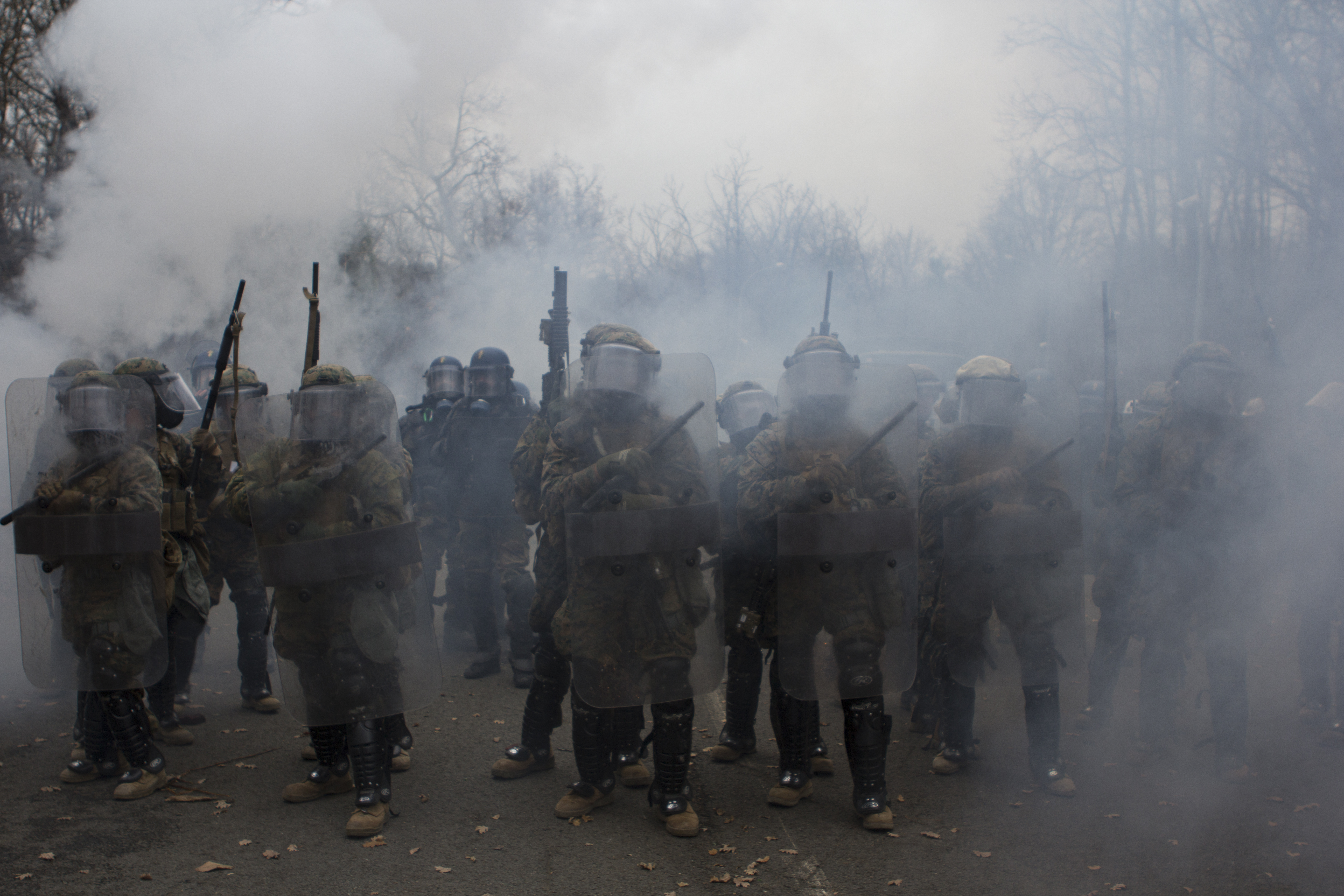
Marines américains de la Special Purpose Marine Air-Ground Task Force for Crisis Response de l'AFRICOM entraînés au maintien de l’ordre par la gendarmerie française en décembre 2014. Les militaires engagés dans des opérations de guerre asymétrique ou de missions d'aide humanitaire doivent souvent réagir à des mouvements de foules.

Pour l’année fiscale 2008, le commandement a un budget de 75,5 millions de dollars US. Pour l’année budgétaire 2009, qui commence le 1er octobre 2008, le département de la Défense a demandé au Congrès des États-Unis 392 millions de dollars afin d'établir le Centre de commandement militaire pour l'Afrique.
Donnant suite à ces objectifs, un partenariat transsaharien contre le terrorisme a été instauré avec les pays concernés par AQMI, consistant en la mise à disposition d'encadrants militaires pour chaque armée nationale.
L'AFRICOM continuera de mettre l'accent sur les activités en matière de sécurité et de stabilité en Afrique qui sont effectuées depuis un certain temps par le département d'État.
Ces activités comprennent entre autres la formation de soldats au maintien de la paix dans le cadre du programme ACOTA (African Contingency Operations Training and Assistance program), la fourniture d'une aide militaire par l'intermédiaire du programme IMET (International Military Education and Training program) et la fourniture d'une aide médicale dans le cadre du President's Emergency Plan for AIDS Relief (lutte contre le Sida).
Son baptême du feu pour des opérations de grande ampleur a lieu en mars 2011 lors de l'application de la zone d'exclusion aérienne au-dessus de la Libye.
Elle met également en œuvre depuis cette année des détachements de drones de reconnaissance implantés, en outre, sur l'aéroport d'Arba Minch en Éthiopie.
À la suite de l'attaque du consulat américain de Benghazi le 11 septembre 2012 ayant causé la mort entre autres de l'ambassadeur J. Christopher Stevens, l'AFRICOM a mis sur pied une force d'intervention rapide, le Special Purpose Marine Air-Ground Task Force for Crisis Response, basé sur la base aérienne de Morón en Espagne.
Elle a été déployée, parmi d'autres unités de l'AFRICOM et provenant des États-Unis, lors de l'épidémie de maladie à virus Ebola en Afrique de l'Ouest en 2014.

## Sphère d’influence

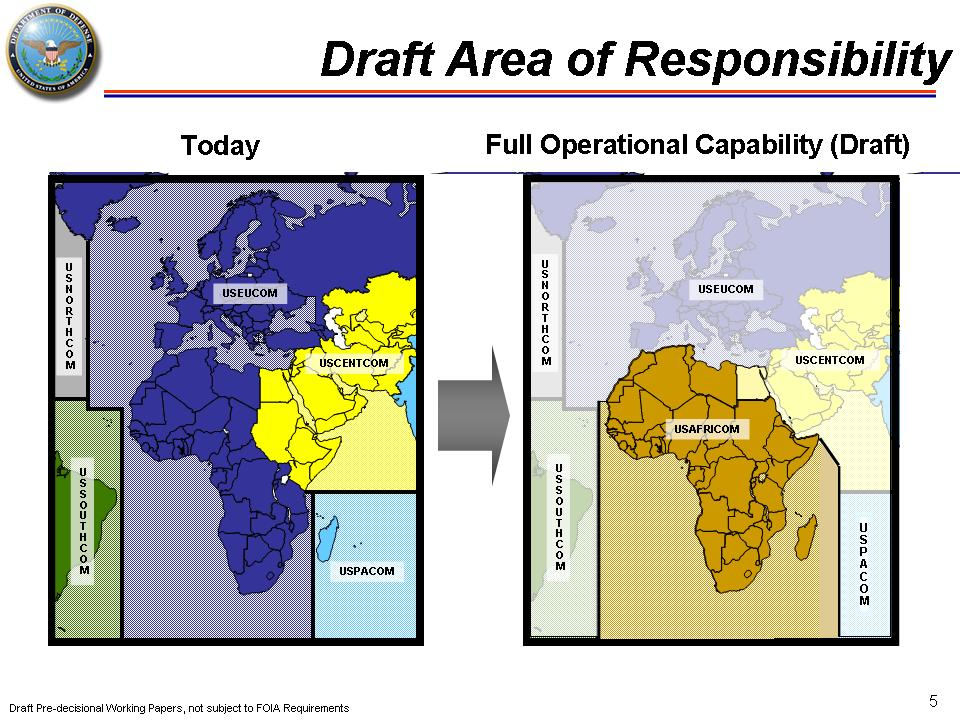
Sphère d'influence du United States Africa Command (USAFRICOM) à partir de l'aire de responsabilité du United States European Command, United States Central Command et United States Pacific Command

L'amiral Robert T. Moeller, l'ambassadeur Mary Carlin Yates, l'ambassadeur Lisa Piascik et le docteur Mohamed Ibn Chambas, secrétaire exécutif de la Communauté économique des États de l'Afrique de l'Ouest lors d'une réunion d'information en 2007.

L'AFRICOM est responsable de l'ensemble du continent africain à l'exception de l'Égypte qui reste sous le Commandement central. Il englobe également les îles du Cap-Vert, de la Guinée équatoriale et de Sao
Tomé-et-Principe, ainsi que les îles des Comores, de Madagascar, de Maurice et des Seychelles situées dans l'océan Indien.

## Caractéristiques
À l'opposé des autres centres de commandement des États-Unis, l'AFRICOM ne serait pas doté d'un siège unique dans un pays africain donné. Son personnel serait réparti dans diverses villes de l'Afrique et il ne serait pas destiné à faire la guerre.
Aucune nouvelle base ne sera créée dans le continent africain et aucun nouveau contingent de soldats américains n'y sera envoyé lorsque ce centre entrera en activité avant la fin de 2008.
Le commandant adjoint de l'AFRICOM est actuellement un membre du personnel du département d'État des États-Unis et plus tard il pourrait être détaché d'autres ministères des États-Unis, ce qui montre la nature mixte, militaire et civile, de ce nouveau centre de commandement.
Mme Mary Carlin Yates sera l'adjointe du commandant pour les activités civilo-militaires (DCMA). L'amiral Robert Moeller sera l'adjoint du commandant pour les opérations militaires (DCMO).
L'AFRICOM devrait regrouper un millier de personnes.

## Organisation
L'AFRICOM est composé des commandements suivants :
- U.S. Army, Africa (USARAF)/Southern European Task Force – Africa[6]) de l'United States Army, dont le quartier général se trouve à Vicence en Vénétie[7] sous le commandement depuis le 10 novembre 2020 du US Army Europe and Africa[8]
- U.S. Naval Forces, Africa (NAVAF) de l'United States Navy, basée à Naples
- U.S. Air Forces, Africa (AFAFRICA) de l'United States Air Force
- U.S. Marine Corps Forces, Africa (MARFORAF) de l'United States Marine Corps
- U.S. Special Operations Command, Africa (SOCAFRICA) du United States Special Operations Command
- Combined Joint Task Force - Horn of Africa (en) (CJTF-HOA)

## Liste des commandants de l'AFRICOM
| Commandants de l'AFRICOM                           | Photographie | du              | au              |
| -------------------------------------------------- | ------------ | --------------- | --------------- |
| Contre-amiral Robert T. Moeller (en) (intérimaire) |              | 6 février 2007  | septembre 2007  |
| général William E. Ward (en) (1er commandant)      |              | septembre 2007  | 9 mars 2011     |
| Général Carter Ham                                 |              | 9 mars 2011     | octobre 2012    |
| Général David M. Rodriguez                         |              | 18 octobre 2012 | 17 juillet 2016 |
| Général Thomas D. Waldhauser (en)                  |              | 18 juillet 2016 | 26 juillet 2019 |
| Général Stephen J. Townsend                        |              | 26 juillet 2019 | 9 août 2022     |
| Général Michael Langley (en)                       |              | 9 août 2022     | en cours        |